# اجاق كندي (بسطاملو)
اجاق‌ كندي هي قرية في مقاطعة خدا أفرين، إيران. عدد سكان هذه القرية هو 513 في سنة 2006.